# Ferrari 312B
Ferrari 312B je Ferrarijev dirkalnik Formule 1. Je naslednik dirkalnika Ferrari 312 in je bil v uporabi med sezonama 1970 in 1974 v več različicah: 312B, 312B2 in 312B3.
V zgodnjih sedemdesetih se je Ferrari spet povzpel na vrh. Nesrečni Chris Amon je moštvo zapustil, vrnil se je Jacky Ickx, ob njem pa je dirkal še Clay Regazzoni. Imel je nov motor Ferrari Tipo 001 "ploščate" zasnove, V12 s 180-stopinjskim kotom med valji, ki ga je zasnoval Mauro Forghieri. Ta motor je imel vzdevek »Boxer«, čeprav so se bati v njem premikali drugače kot v bokserju oziroma protibatnemu motorju. Ferrari je sploščeni V12 motor uporabljal zaradi nižjega težišča, kasneje je omogočal tudi bolj proste roke pri snovanju aerodinamike dirkalnika. 
V prvi sezoni 1970 se je Ickx boril z Jochenom Rindtom v Lotusu in dosegel tri zmage medtem, ko je Clay Regazzoni dobil čustveno Veliko nagrado Italije, ki je potekala v senci Rindtove usodne nesreče na treningu. V zadnjih dirkah sezone Ickxu ni uspelo osvojiti dovolj točk, da bi presegel Rindtov skupni rezultat v prvenstvu dirkačev, toda konstruktorski naslov je osvojil Ferrari pred Lotusom.
V sezoni 1971 je za Ferrari podpisal Mario Andretti, Ickx pa je dosegel edino zmago za Ferrari, ki je končal kot drugi v konstruktorskem prvenstvu. V sezoni sta dominirala Jackie Stewart in Tyrrell.
V sezoni 1972 je Ferrari nekoliko zaostal za konkurenco, saj je osvojil le četrto mesto v konstruktorskem prvenstvu. Ickx je kljub vsemu dobil Veliko nagrado Nemčije, ki je potekala na njegovem najljubšem dirkališču Nürburgring. 
V sezoni 1973 Ferrari 312B2 ni bil več konkurenčen in Ickx je osvojil le eno četrto mesto na začetku sezone. Ferrari je zato izpustil nekaj dirk, tudi Veliko nagrado Nemčije na Nürburgringu, kar ni bilo sprejemljivo za Ickxa, ki je na polovici sezone zapustil moštvo in dirkal na Veliki nagradi Nemčije z McLarnom ter osvojil tretje mesto.
V sezoni 1974 se je Ferrari odločil za ponovno prenovitev moštva, kot dirkača pa so zaposlili Nikija Laudo in Claya Regazzonija. Nov model 312 B3 je temeljil na prototipu z imenom »snežni plug«.
Dirkalnik je bil za sezono 1975 zamenjal z novim 312T.